# Sotos (Cuenca)
Sotos es una localidad española del municipio de Sotorribas, perteneciente a la provincia de Cuenca, en la comunidad autónoma de Castilla-La Mancha. Es capital del municipio y está ubicada en la comarca del Campichuelo conquense.

## Localidades limítrofes
Confina con las siguientes localidades:
- Al noreste con Zarzuela y Villalba de la Sierra.
- Al sur con Mariana.
- Al suroeste con Tondos.
- Al noroeste con Bascuñana de San Pedro y Collados.

## Historia
Nació como aldea de Cuenca tras ser arrebatada a los musulmanes. Antes de la reconquista, esta tierra era cultivada por los árabes, dedicándola al cereal para la obtención de harina de trigo.
Todo lo que rodea a esta tierra, exceptuando el terreno de cultivo, se trata de un sotobosque de arbustos, matorrales, aliagas, algún enebro y algunas zonas pequeñas de pinos, lo que en el siglo XII, cuando se fundó la aldea, dio lugar a su nombre: Sotos.
El origen de los primeros pobladores de esta zona, lo condiciona la llegada de castellanos viejos de la provincia de Soria, junto con algunos riojanos que formaban parte de las tropas de Alfonso VII, dedicándose desde ese momento estas tierras a la agricultura.
En el siglo XIII y una vez bien asentados sus moradores, se levantó la iglesia románica, en honor a la Asunción, dedicación muy común en esta zona.
Así se describe a Sotos en el tomo XIV del Diccionario geográfico-estadístico-histórico de España y sus posesiones de Ultramar, obra impulsada por Pascual Madoz a mediados del siglo XIX:

Lugar con ayuntamiento en la provincia, diócesis y partido judicial de Cuenca (2 leguas), audiencia territorial de Albacete, capitanía general de Castilla la Nueva (Madrid 24); Situado en llano y circundado de montes, a corta distancia del Júcar; su clima es algo frío, combatido por el viento del N y poco propenso a enfermedades. Consta de 60 casas; escuela de primeras letras dotada con 15 fanegas de trigo; una hermosa fuente en el centro de la plaza; iglesia parroquial (Nuestra Señora de la Asunción) servida por un cura de entrada y un teniente para su anejo Mariana. El término confina por N con el de Collazos; E Villalva de la Sierra; S Mariana, y O Bascuñana; el terreno es medianamente productivo, y la parte reducida a cultivo pudiera mejorarse, si se utilizan las aguas del río que le cruza; la parte labrantía será de 2.040 fanegas de tierra y lo restante se halla poblado de pinos rodenos y negrales, y destinado a pastos; los caminos son locales y en mal estado, a excepción del que dirige a Solán de Cabras en la carretera de Molina y Aragón. Producciones: trigo, cebada, centeno, avena, algunas legumbres y hortalizas; se cría ganado lanar, vacuno y cabrío; caza de liebres, perdices, conejos y alguna de mayor, y pesca de barbos, truchas y peces. Industria: la agrícola y un molino harinero. Población: 70 vecinos, 278 almas. Capital productivo: 748.860 reales. Imponible: 37.443.
Diccionario geográfico-estadístico-histórico de España y sus posesiones de Ultramar

## Demografía
| Gráfica de evolución demográfica de Sotos entre 1842 y 1970 |
| |
| Población de derecho según los censos de población del INE Población de hecho según los censos de población del INEEntre el censo de 1981 y el anterior, este municipio desaparece porque se integra en el municipio Sotorribas |

Evolución de la población
| Gráfica de evolución demográfica de Sotos entre 2000 y 2017        |
|                                                                    |
| Población de derecho (2000-2017) según el padrón municipal del INE |

## Economía
Las actividades principales de la localidad están vinculadas a la agricultura y la ganadería. Hay otras que han ganado peso como la construcción o la hostelería. Sin embargo, otras profesiones perdidas e históricas en la localidad se han vuelto a recuperar y a tener notable presencia en el pueblo como es el caso de la resina. Sotos ha sido desde siempre un pueblo resinero, el cual este oficio fue antaño una fuente de riqueza y empleo para la localidad. Tuvo su gran auge décadas atrás debido al sustento familiar que proporcionaba, nutría de infraestructuras a la población, etc. Para ello, Sotos cuenta con varios pinares donde la especie dominante es el pino rodeno; principal especie resinera. Debido a la despoblación que sufren nuestros pueblos y a la falta de empleo que ello conlleva, se ha vuelto a reactivar este oficio perdido, incrementándose el número de personas en este sector resinero durante los últimos años.

## Servicios
Sotos cuenta con los siguientes servicios: bares, carnicería, consultorio médico, farmacia, centro social polivalente, vivienda tutelada, aeródromo, biblioteca municipal, ludoteca, juzgado de paz, instalaciones deportivas (frontón y polideportivo), colegio público de educación infantil y primaria, piscina municipal, área recreativa-merendero, entre otros.

## Patrimonio

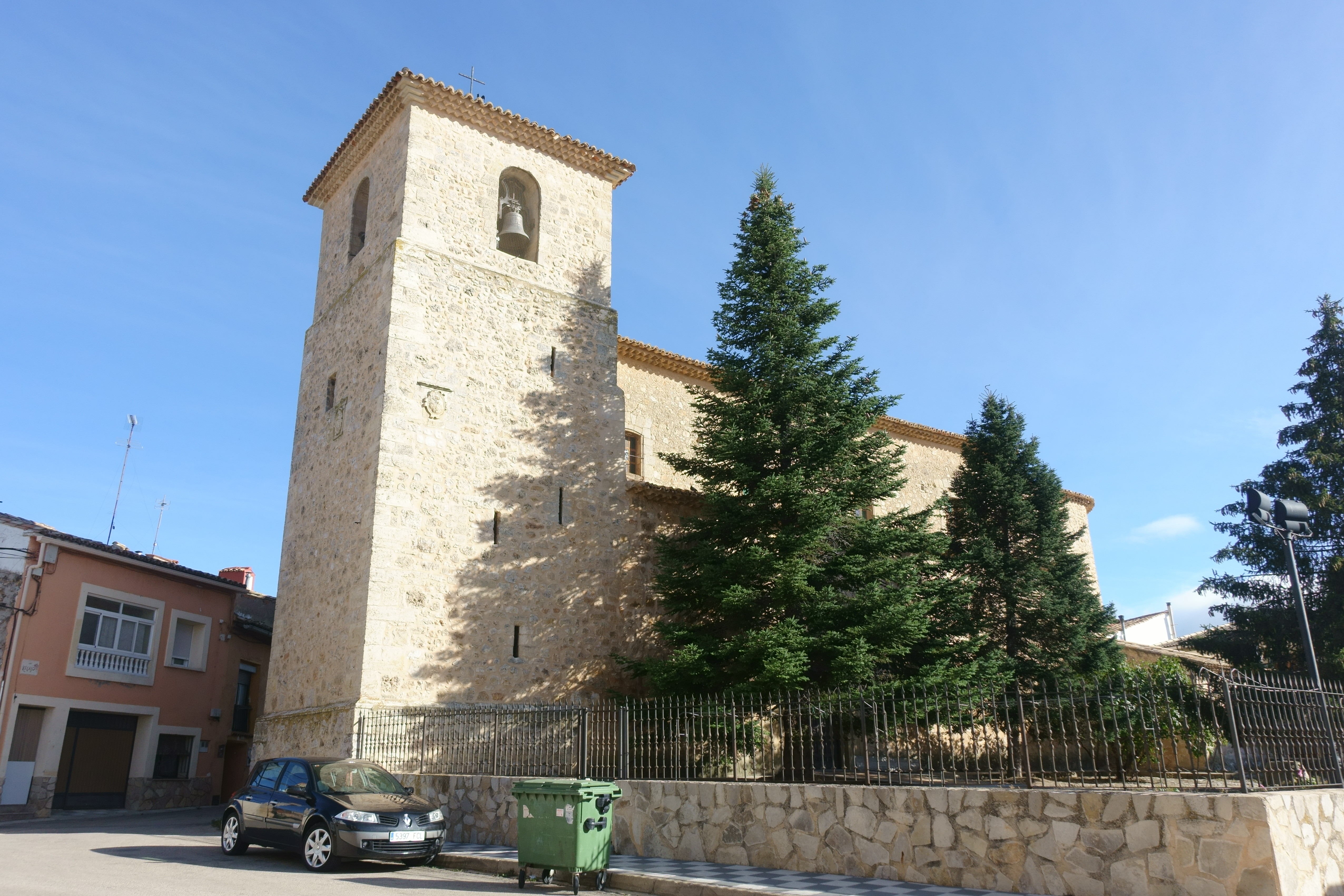
Iglesia de Nuestra Señora de la Asunción

La iglesia está dedicada a Nuestra Señora de la Asunción. Data del siglo XIII y es de estilo románico. Se trata de un bloque rectangular muy bien proporcionado, con ábside semicircular y torre cuadrada y esbelta con campanas, precedida por un atrio ajardinado. Cuenta con dos portadas: la principal se sitúa en el muro sur, aunque en el norte se conservan los restos de una antigua portada románica, que es uno de los escasos ejemplos que conserva capiteles figurados.En la torre de pueden observar dos escudos repetidos de los Albornoz, lo que indica la importancia que tuvo la localidad en época medieval.
Casa-palacio del siglo XVIII situada al lado del ayuntamiento. Destaca por la blancura de la fachada original, la rejeria tradicional y la arquitectónica del edificio.
Casa consistorial: situada en la calle Mesón junto a una plazoleta con bancos. Alberga la sede administrativa del municipio. En su interior se puede visitar el centro de interpretación de la comarca del Campichuelo, dedicado a las costumbres, tradiciones, oficios, profesiones, entorno natural y social de los pueblos que componen dicha comarca.
Antiguo lavadero municipal: situado en la calle Pontezuela. Recientemente rehabilitado, con barandillas de madera, cuenta con una pila de agua enlosada a su alrededor y con algunas imágenes hechas de hierro recreando el protagonismo que tenían las mujeres en las labores del lavado de ropa, además de ser un punto de relación social en épocas pasadas.
Antiguo molino harinero (ruinas) en dirección camino de Zarzuela.

## Fiestas
Carnavales, San Antonio (13 junio) y Virgen del Rosario (primer domingo de octubre).

## Gastronomía
La gastronomía de la localidad se basa en productos cárnicos como chorizo, morcilla, lomo adobado, morteruelo, otros como ajoarriero, migas, gachas e incluso dulces como las rosquillas de sartén, rollos de anís, tortas...; sin olvidarse del vino, aguardientes y licores típicos de la comarca del Campichuelo.